# Hjörsey
Hjörsey är en ö i republiken Island.   Den ligger i regionen Västlandet, i den västra delen av landet, 50 km nordväst om huvudstaden Reykjavík. Arean är 2,8 kvadratkilometer.
Terrängen på Hjörsey är mycket platt. Öns högsta punkt är 8 meter över havet. Den sträcker sig 2,5 kilometer i nord-sydlig riktning, och 2,1 kilometer i öst-västlig riktning.